# صاروخ هجوم بري

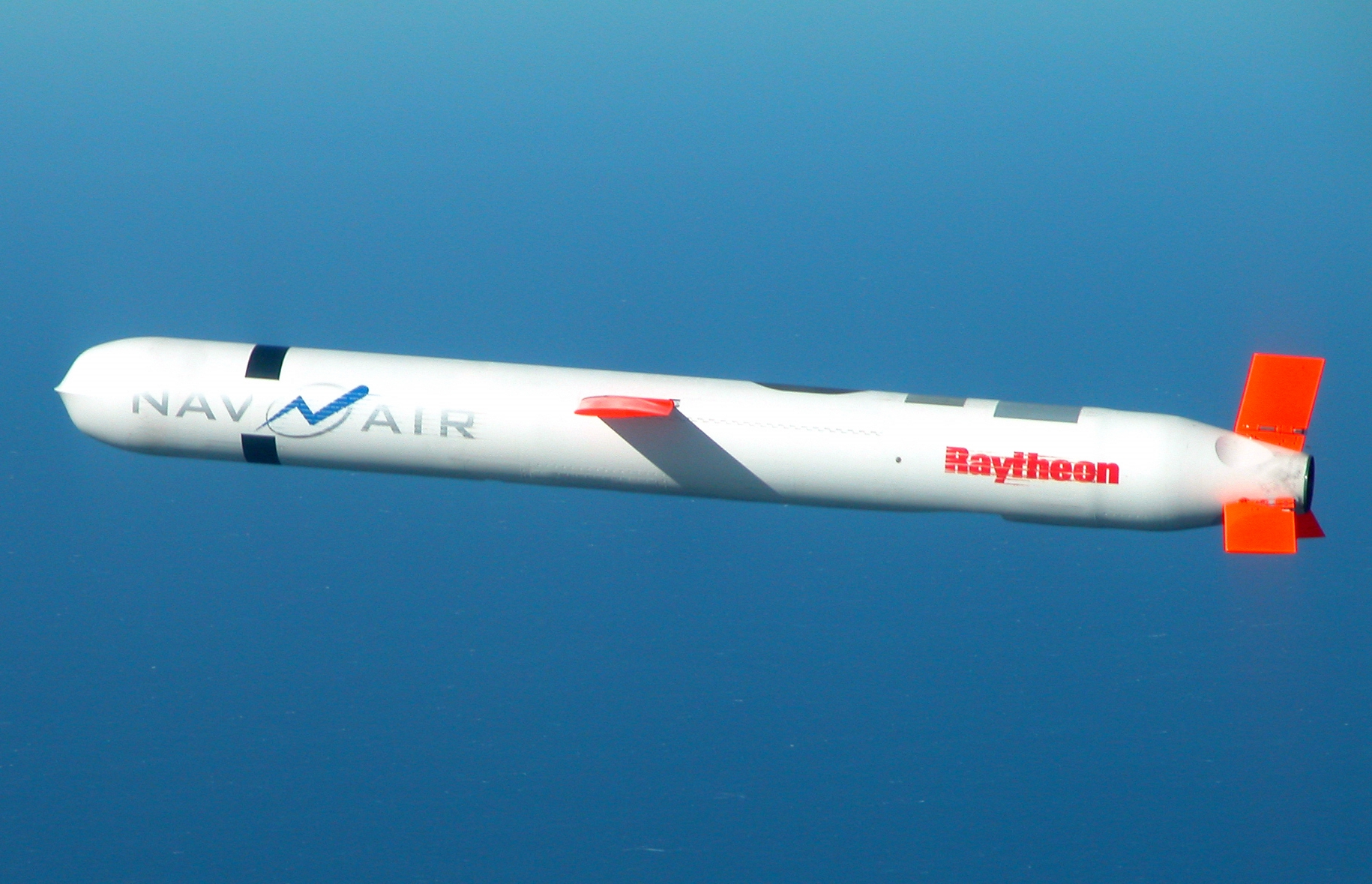
صاروخ توماهوك، أحد أشهر صواريخ الهجوم البري

صاروخ الهجوم البري هو صاروخ جوال مصمم لمهاجمة هدف أرضي ثابت أو متنقل. ويقضي الصاروخ معظم مهمته في رحلة ثابتة الإرتفاع، لأنه يطير بمسار مبرمج مسبقًا إلى هدف تم تحديده سلفاً. يتم توفير الدفع عادة بواسطة محرك نفاث صغير. ويمكن إطلاق صواريخ الهجوم البري من منصة طائرة أو سفينة أو غواصة أو قاذفة أرضية.

## التوجيه
يمكن لصواريخ كروز استخدام طرق توجيه متعددة من أجل تنفيذ مسارها بدقة على الهدف المطلوب وتجنب أنظمة الدفاع الصاروخي. كانت إحدى الطرق الأولى التي تستخدمها صواريخ كروز هي التوجيه بالقصور الذاتي، والتي لا تزال تستخدم حتى اليوم وتسمح للصواريخ بالتحليق على طول مسار رحلة مبرمج قبل الإطلاق.
واليوم، تساعد عدة أنظمة مختلفة في توجيه صاروخ كروز إلى هدفه بدقة مذهلة، وازدادت فعالية الصواريخ الجوالة -بما فيها صواريخ الهجوم البري- في تفادي اكتشافها من قبل العدو، وذلك لأنها تطير على ارتفاع منخفض جدًا متجنبةً معظم أنظمة الرادار. ومن أنظمة التوجيه هذه:

التوجيه الراداري السلبي أو النشط

التوجيه بالأشعة تحت الحمراء

التوجيه البصري

نظام التوجيه بالقصور الذاتي IGS

مطابقة التضاريس الأرضية Tercom

نظام تحديد المواقع العالمي GPS أو النظام العالمي للملاحة الساتلية الروسية (GLONASS)

مطابقة المشهد الرقمي المرتبط بالمنطقة DSMAC، وغيرها من الأنظمة.

## الرأس الحربي
عادة ما تكون صواريخ الهجوم البري مسلحة برؤوس حربية تقليدية أو نووية، ولكن يمكن أيضًا تجهيزها برؤوس كيميائية أو بيولوجية. ويمكن أن يختلف وزن الرأس الحربي وفعاليته من صاروخ إلى آخر، طبقاً لمواصفات الصاروخ ومهامه.

## الدفع
تستخدم صواريخ كروز المحركات النفاثة كطريقة رئيسية للدفع. ومعظم صواريخ كروز تنطلق بسرعات دون سرعة الصوت وتستخدم محرك عنفي مروحي Turbofan ومحرك نفاث عنفي Turbojet. في حين أن صواريخ كروز التي تفوق سرعتها سرعة الصوت والفرط صوتية فتستخدم محرك نفاث تضاغطي Ramjet ومحرك نفاث فرطي Scramjet.
ويستخدم البعض أيضًا محرك الدفع الصاروخي كمعزز في المرحلة الأولى من الرحلة أو للتسريع إلى سرعات تفوق سرعة الصوت في المرحلة النهائية.

## بعض الأمثلة على صواريخ الهجوم البري
الولايات المتحدة

توماهوك
 روسيا

بي-800 أونيكس
 الهند  روسيا

براهموس
 فرنسا  المملكة المتحدة

بيرسيوس
 السويد

ار بي أس-15
 إيطاليا

أوتومات